# O Dever
O Dever é um periódico semanário católico açoriano, publicado na ilha do Pico, onde se constitui num veículo de informação tradicional sobre a ilha.

## História
De propriedade da Paróquia da Santíssima Trindade, foi fundado a 2 de Junho de 1917 pelo padre Xavier Madruga. A sua redação está sediada na vila das Lajes do Pico. Tem como director o padre Marco Martinho.